# Moviment d'Unificació Marxista
El Movimient d'Unificació Marxista (MUM) (Movimiento de Unificación Marxista) fue una organización independentista creada en 1977 por la fusión de dos pequeños grupos: el Colectivo Comunista de Liberación (Col·lectiu Comunista d'Alliberament), grupo de exmilitantes del Partido Socialista de Liberación Nacional (PSAN) que habían dejado el partido el 1976, y el Colectivo Combate (Col·lectiu Combat), escindidos del Frente Nacional de Cataluña (FNC).
Se diferenciaba del PSAN y PSAN-Provisional de participar en el proceso de la reforma española que estos partidos rechazaban. Así el MUM construyó con otros grupos la Candidatura de Unidad Popular por el Socialismo (CUPS), encabezada por el independiente Salvador Casanova y Grané, que se presentó a las elecciones del 15 de junio de 1977. A pesar de que Casanova no obtuvo acta de diputado, Lluís Maria Xirinacs, que contaba con el apoyo de la CUPS y otros, obtuvo la de senador. Después de la experiencia electoral, el MUM se acercó al Partido del Trabajo de Cataluña (PTC), con quien se fusionó dando lugar al Bloque Catalán de Trabajadores (BCT). Entre sus militantes estaba Josep-Lluís Carod-Rovira.